# Karl von Fischer
Pour les articles homonymes, voir Karl Fischer et Fischer.
Karl von Fischer, également appelé Carl von Fischer, né le 19 septembre 1782 à Mannheim et mort le 11 février 1820 à Munich, est un architecte allemand.

## Biographie
Karl von Fischer naît le 19 septembre 1782 à Mannheim. Il est le fils de Karl Joseph von Fischer, conseiller à la cour des princes de Bretzenheim, anobli en 1790.
Familiarisé très tôt avec l'art, et surtout avec l'architecture, le jeune von Fischer suit l'enseignement de Maximilian von Verschaffelt à partir de 1796. Trois ans plus tard, l'étudiant se rend à Vienne, où il perfectionne ses compétences artistiques sous la direction du directeur de l'école de construction, Ferdinand von Hohenberg, et de l'architecte de théâtre Joseph Platzer.
C'est à cette époque que l'abbé Salabert est chargé de construire un palais à Munich. La raison pour laquelle l'abbé choisit Karl von Fischer reste obscure. Il est possible que le maître d'ouvrage l'ait déjà connu à Mannheim.
La construction du Palais Salabert lui attire les regards des cercles supérieurs. C'est ainsi qu'à l'âge de 25 ans, le 13 juin 1808, il reçoit la dignité de professeur d'architecture. Carl von Fischer est le premier professeur du département d'architecture à l' Académie des beaux-arts de Munich. Il n'existe aucun témoignage écrit de son activité d'enseignant. De même, il ne nous est guère parvenu d'informations sur son activité en tant que membre de la commission de construction à partir de 1809.
La mort du commissaire en chef des travaux publics Nikolaus Schedel von Greifenstein en 1810 est révélatrice du caractère tragique de sa vie. Karl von Fischer se voit confier "les constructions de premier ordre à titre provisoire pour la poursuite des travaux". Cependant, lorsqu'il se présente pour le poste devenu vacant, il lui est refusé au profit d'un étranger, Emanuel Joseph d'Hérigoyen. Il ne reçoit que 250 florins pour les efforts qu'il avait fournis jusqu'alors.
Pour la construction du Walhalla et de la Glyptothèque de Munich, il présente au prince héritier Louis Ier, des plans qui sont en partie repris dans des projets ultérieurs - comme par exemple l'idée de construire le Walhalla sous la forme d'un périptère dorique - mais qui ne peuvent pas être réalisés par Fischer. Il devient cependant, avec l'intendant des jardins de la cour Friedrich Ludwig von Sckell, le principal responsable du plan général de réaménagement de Munich, qu'il ne peut cependant pas non plus mener à son terme. Aujourd'hui encore, les propylées donnent l'impression d'être l'aboutissement artificiel d'un axe commencé et non achevé. La Stiglmaierplatz, qui, selon les plans de Karl von Fischer, devait représenter une unité artistique avec la Königsplatz et la Karolinenplatz, attire aujourd'hui l'attention au mieux comme un piège à embouteillages.
Il réalise encore lui-même les constructions privées de la Karolinenplatz. Ce faisant, il veille, comme le prévoit la composition générale de la Maxvorstadt, à créer « des espaces urbains sillonnés d'espaces verts qui ne sont nulle part ailleurs réalisés dans le classicisme ». Tous les bâtiments sont victimes des troubles de la Seconde Guerre mondiale ou subissent de graves destructions, de sorte qu'ils sont démolis dans les années qui suivent la guerre, malgré les protestations de la population. C'est également ce qu'il advient avec les restes de la porte Maxtor de style classique tardif qu'il planifie peu de temps avant sa mort à Ratisbonne, à l'extrémité sud de la Maximilianstrasse, alors nouvellement créée. Les bâtiments occidentaux de la porte doivent céder la place à la construction d'un hôtel dès 1889. Les bâtiments situés à l'est de la porte abritent une agence de voyages jusqu'en 1955, le porche à colonnes servant de lieu d'attente pour les conducteurs de tramway. Tous les bâtiments restants sont démolis au profit de nouvelles constructions d'après-guerre.
Les nationaux-socialistes démolissent la maison de Carl von Fischer en 1937 pour faire place au "temple de l'honneur" du NSDAP. Le Palais Degenfeld, qui abrite la nonciature pontificale jusqu'en 1933, subit le même sort. Le belvédère du parc du château de Biederstein doit céder la place à une construction de Leo von Klenze en 1828.
Presque toute l'activité de construction - 36 bâtiments privés et publics - de Carl von Fischer n'existe plus. Seuls les restes de la façade de l'hôpital devant la Sendlinger Tor, le Théâtre National et le Palais Prince Carl témoignent encore aujourd'hui de la force créatrice du grand architecte. Certes, même ces bâtiments ne sont pas restés fidèles à l'original. Le Théâtre national a par exemple brûlé dès 1823 et est reconstruit par Leo von Klenze d'après les plans de Carl von Fischer. Il brûle une deuxième fois sous les bombes en 1944, ne laissant que les fondations. La reconstruction est identique à l'extérieur, mais l'architecture intérieure subit de nombreuses modifications.
Les raisons de sa mort prématurée en 1820 ne sont pas connues avec précision, mais il s'agit probablement d'un cancer du poumon causé par la tuberculose. À cette époque, il avait déjà été écarté depuis longtemps par ses adversaires Klenze et Gärtner. Peut-être parce qu'il avait "refusé de s'ouvrir à l'historicisme romantique de l'époque ludovicienne "
"La ville a longtemps vécu sur la réserve de ses idées. Son plan général est resté en vigueur pendant près d'un siècle. Munich devint un exemple d'urbanisme néoclassique. L'extension de la ville sous Max Joseph I et Louis Ier lui doit son visage rectiligne".
Karl von Fischer est inhumé dans l' ancien cimetière sud de Munich (tombe 17-1-28). Même son monument funéraire a été victime des destructions de la Seconde Guerre mondiale. Aujourd'hui, seule une plaque discrète sur le côté d'une pierre tombale de remplacement rappelle son souvenir.